# Delgoshā
Delgoshā (persiska: دلکشاد, دلگشا) är en ort i Iran.   Den ligger i provinsen Ilam, i den västra delen av landet, 500 km sydväst om huvudstaden Teheran. Delgoshā ligger 1 397 meter över havet och antalet invånare är 3 931.
Terrängen runt Delgoshā är kuperad åt sydväst, men åt nordost är den bergig.Runt Delgoshā är det glesbefolkat, med 15 invånare per kvadratkilometer. Närmaste större samhälle är Arakvāz-e Malekshāhī, 2,6 km söder om Delgoshā. Omgivningarna runt Delgoshā är i huvudsak ett öppet busklandskap.